# 和志强
和志强（1934年10月—2007年3月21日），男，纳西族，云南丽江人，中华人民共和国政治人物。中共第十三届中央候补委员、第十四届中央委员，第九届全国政协常务委员会委员。

## 生平
和志强是云南省丽江县白沙乡开文荣华村人。1956年毕业于重庆大学，同年3月加入中国共产党，8月参加工作。1956年至1982年，历任云南省工业厅勘探队技术负责人、云南省地质局副局长兼副总工程师等职。1958年被授予云南省“先进工作者”称号。1958年至1961年，任云南省地质厅滇西北地质队技术员、丽江地区地质处技术负责人。1961年至1963年，任云南省地质局第六地质队股长。1963年至1969年，任云南省矿产储量委员会办公室技术员。1969年至1979年，任云南省地质局生产组科技组副组长、副总工程师兼地质处处长。1979年被选为中共云南省第三届委员会委员。
1979年至1982年，任云南省地质局副局长、副总工程师。1982年至1983年，在中央党校干部培训班学习。1983年至1985年，任第六届云南省人民政府副省长兼省科委主任、党组书记。1985年至1998年，任中共云南省委副书记、云南省人民政府省长。

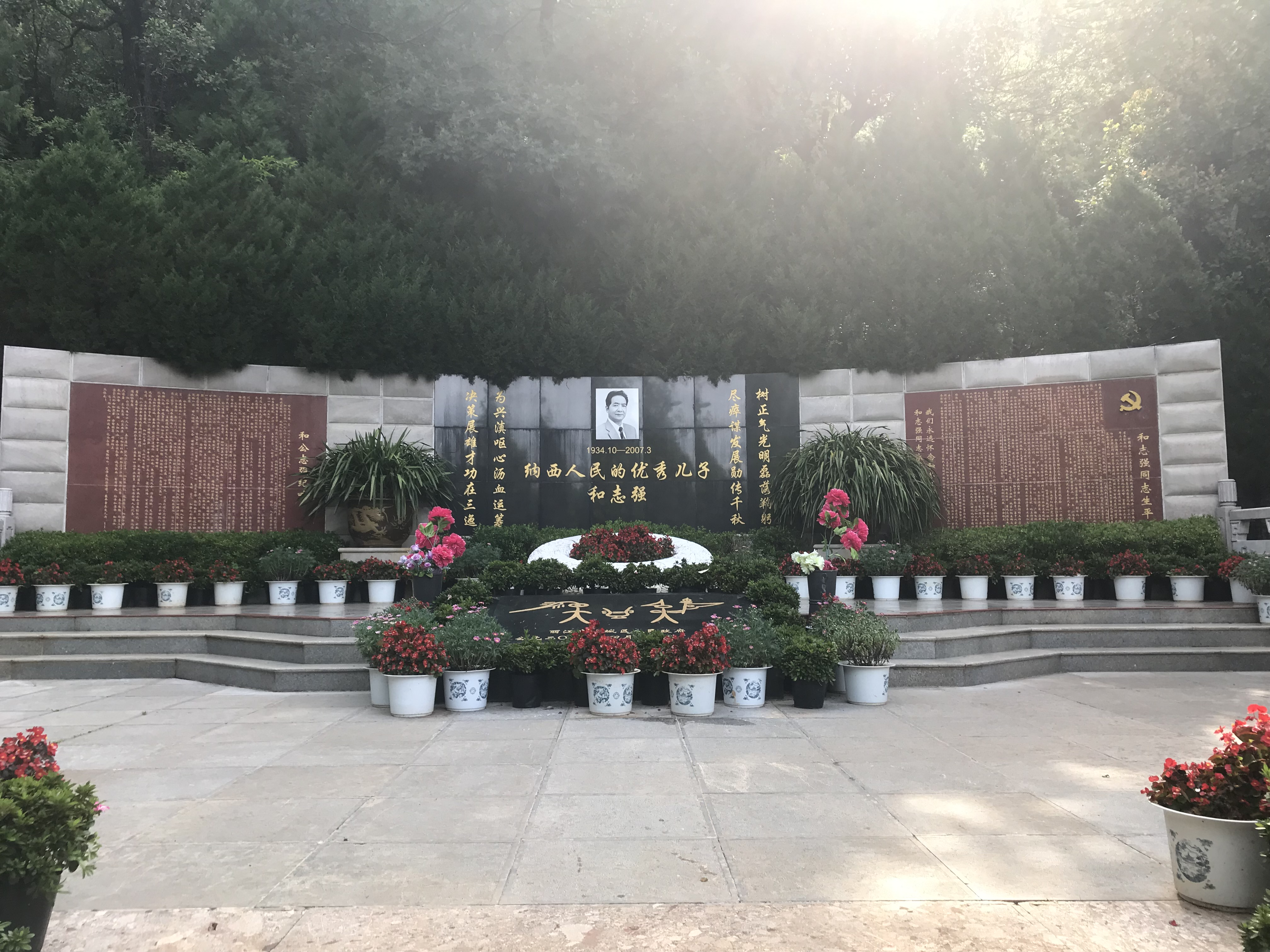
位于丽江市黑龙潭公园的和志强墓，被缅怀为“纳西人民的优秀儿子”

2007年3月21日在北京逝世，享年73岁。